# Emmeline Pethick-Lawrence
Pour les articles homonymes, voir Pethick-Lawrence.
Emmeline Pethick-Lawrence, baronne Pethick-Lawrence, née le 21 octobre 1867 à Clifton et morte le 11 mars 1954 à Gomshall dans le Surrey, est une suffragette britannique.

## Biographie
Deuxième d'une fratrie de 13 enfants, elle est envoyée dans un internat à l'âge de huit ans. Son père est un homme d'affaires.
De 1891 à 1895, elle travaille comme « sœur du peuple » (« sister of the people ») pour une mission méthodiste de Londres-Ouest, à Cleveland Hall (en), près de Fitzroy Square (en). Elle aide Mary Neal (en) à diriger le club des filles de la mission. À l'automne de 1895, les deux femmes quittent cet établissent pour co-fonder l'Espérance Club (en), un club féminin qui ne serait pas soumis aux contraintes de la mission, et où l'on pourrait expérimenter la danse et le théâtre.
Avec Constance Bulwer-Lytton, elle crée la Maison Espérance, une coopérative de couture offrant un salaire minimum, une journée de huit heures et un programme de vacances. En 1901, elle épouse l'homme politique travailliste Frederick Pethick-Lawrence. Membre de la Suffrage Society, elle est présentée à la dirigeante suffragette Emmeline Pankhurst en 1906. Elle devient trésorière de la Women's Social and Political Union (WSPU), recueillant 134 000 £ sur six ans.
Emmeline Pethick-Lawrence conçoit la palette de couleurs des drapeaux et des badges des suffragettes en 1908. Associées à leurs fameuses robes blanches, ces couleurs créent un impact fort sur les images en noir et blanc des médias de masse.
Avec son mari, elle lance la publication Votes for Women (« Votes pour les femmes ») en 1907. Le couple est arrêté et emprisonné en 1912 pour conspiration, à la suite de manifestations lors desquelles des fenêtres ont été brisées, même s'ils étaient personnellement en désaccord avec ce mode d'action. Après leur libération, ils sont évincés de la WSPU par Emmeline Pankhurst et sa fille Christabel, en raison de leur désaccord sur l'activisme radical de l'organisation. Ils rejoignent ensuite les United Suffragists. Emmeline Pethick-Lawrence est présente au Congrès international des femmes pour la paix de 1915, à La Haye. Lors des élections législatives de 1918, elle est candidate travailliste dans la circonscription de Manchester Rusholme mais n'est pas élue. Elle a participé au groupe pacifiste Kibbo Kift (en).
En 1938, elle publie ses mémoires, qui traitent en particulier de la radicalisation du mouvement des suffragettes à la veille de la Première Guerre mondiale.
En 1945, elle devient Lady Pethick-Lawrence, lorsque son mari est fait baron.

## Dans la culture populaire
Elle fait partie des femmes mentionnées sur l'œuvre The Dinner Party (1974-1979) de l'artiste Judy Chicago.

## Galerie

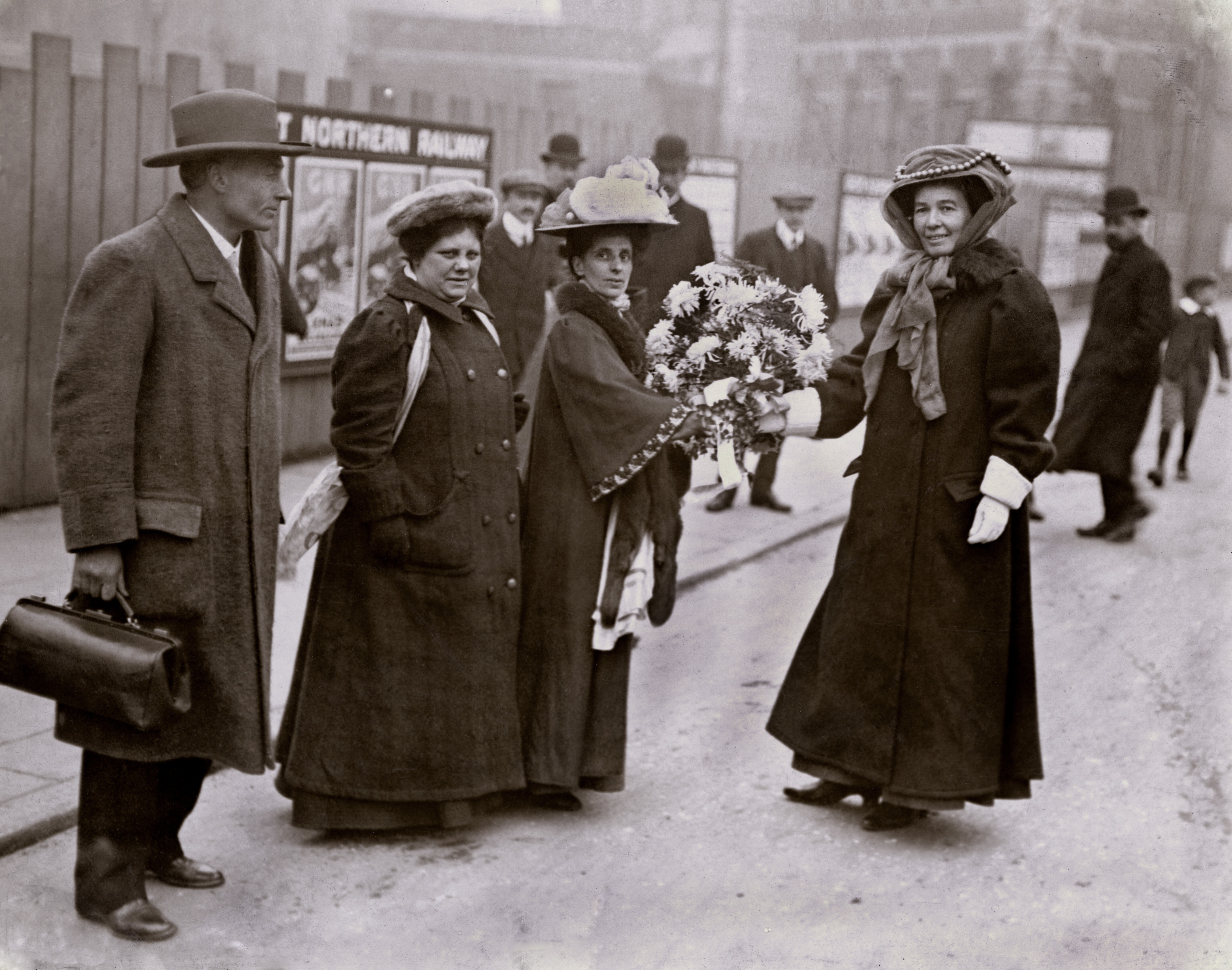
De gauche à droite : Frederick Pethick-Lawrence, Flora Drummond, Jennie Baines et Emmeline Pethick-Lawrence, vers 1906-1910.
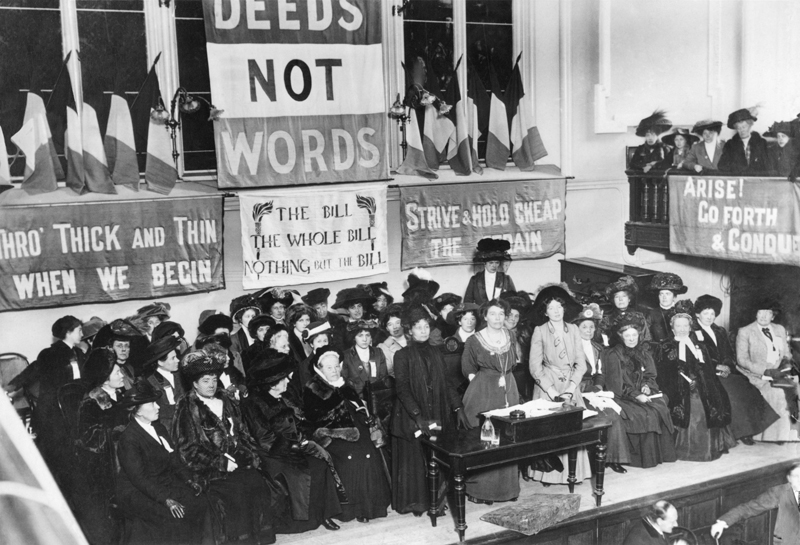
Avec d'autres suffragettes, à un meeting, en 1908.
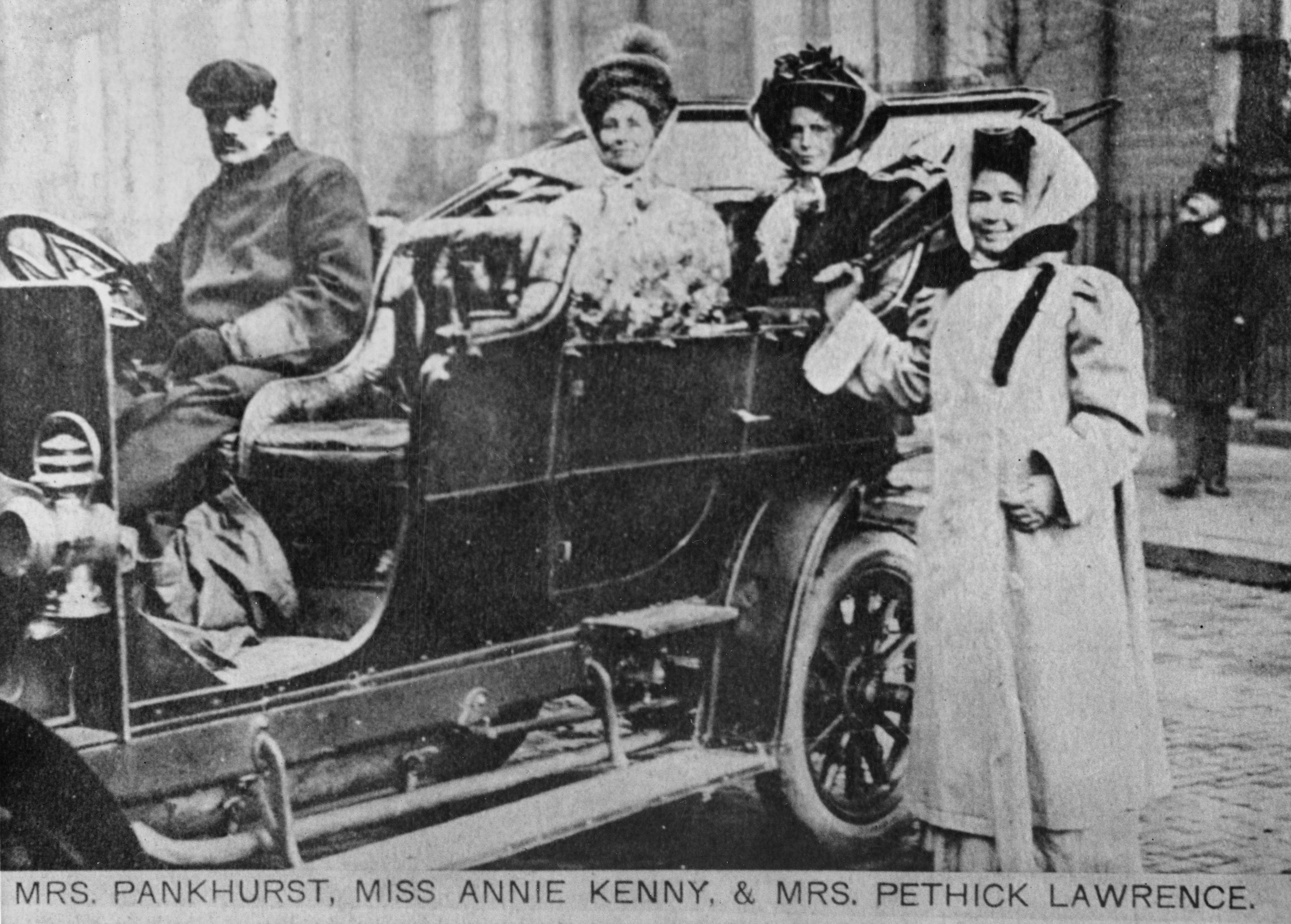
Emmeline Pankhurst, Annie Kenney et Emmeline Pethick-Lawrence, vers 1912.
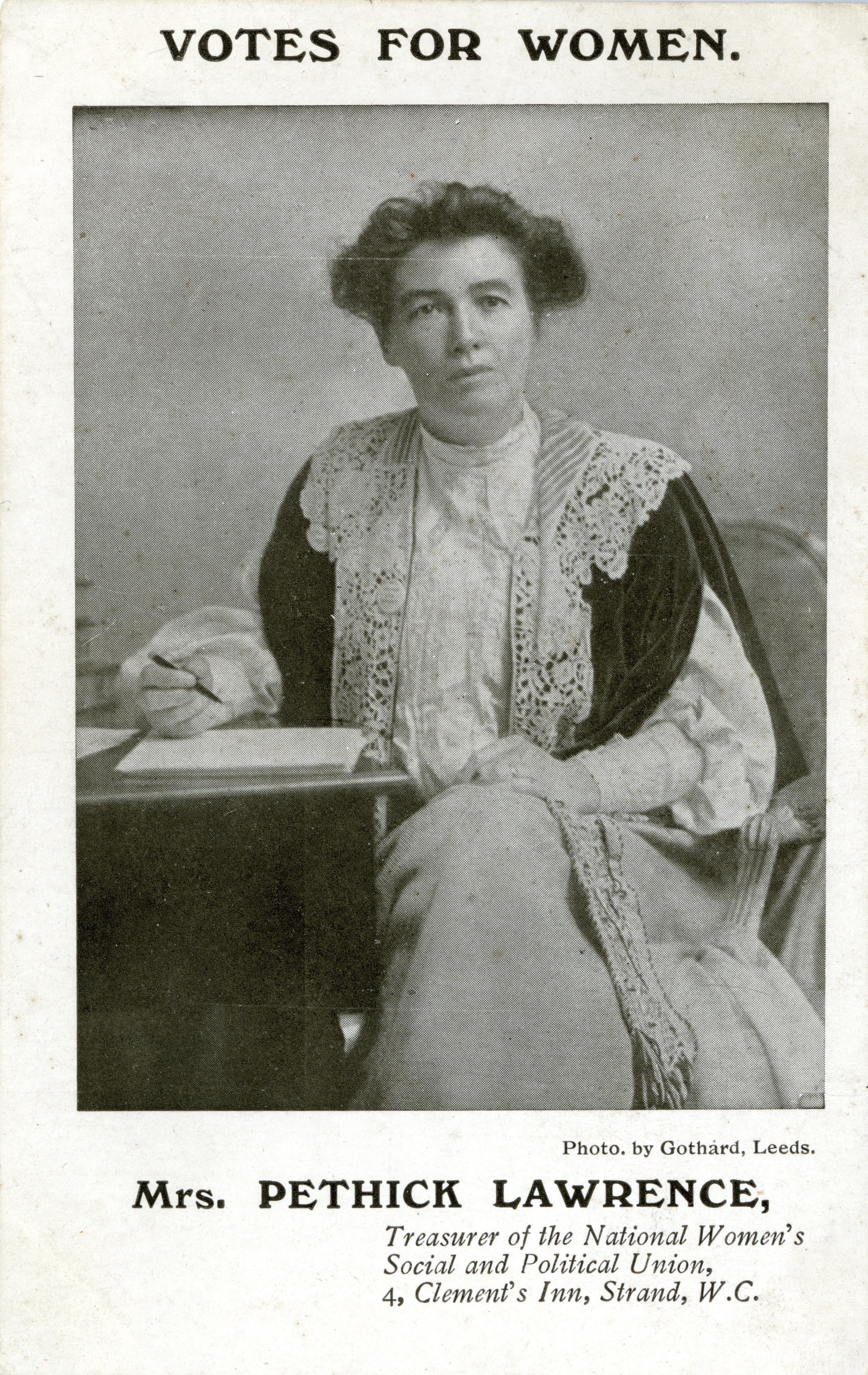